# Tomeosphaerium peruanum
Tomeosphaerium peruanum är en mångfotingart som beskrevs av Karl Wilhelm Verhoeff 1941. Tomeosphaerium peruanum ingår i släktet Tomeosphaerium och familjen kuldubbelfotingar. Inga underarter finns listade i Catalogue of Life.